# 兵庫県立兵庫工業高等学校
兵庫県立兵庫工業高等学校（ひょうごけんりつ ひょうごこうぎょうこうとうがっこう）は、兵庫県神戸市兵庫区和田宮通2丁目にある県立工業高等学校。略称は「県工」（「兵工」と呼ばれることもある）。また、本校は定時制高校である県立神戸工業高校と校舎を共有している。

## 沿革
- 1902年11月8日 - 兵庫県立工業学校を設置。
- 1912年 - 兵庫県立工業学校夜間部を設置。
- 1941年 - 兵庫県立第二神戸工業学校を設立認可。
- 1941年 - 兵庫県立工業学校を兵庫県立第一神戸工業学校と改称。
- 1942年 - 兵庫県立航空工業学校を設置認可。
- 1943年 - 兵庫県立第三神戸工業学校（専修科）を設立。
- 1945年 - 空襲により校舎焼失。
- 1945年 - 兵庫県立航空工業学校を兵庫県立機械工業学校と改称。
- 1948年 - 県立第一工業学校、第二工業学校、機械工業学校の3校を統合し、兵庫県立兵庫工業高等学校と改称。
- 1951年 - 建築科に図案課程を設置。
- 1958年 - 建築科図案課程を図案科（後のデザイン科）へ昇格。
- 1959年 - 電子科を設置。
- 1987年 - 情報技術科を特色学科として設置。
- 2002年 - 創立100周年記念式典挙行。
- 2012年 - 創立110周年記念式典挙行。
- 2019年 - 電子工学科募集停止。
- 2022年 - 電子工学科廃科
- 2022年 - 創立120周年

## 設置学科
- 全日制課程　工業

平成28年度入学生から推薦募集が変わり、くくり募集から各学科募集となった。
各学科募集定員の 50％以内を推薦入試、各科募集定員の中から推薦入学許可人員を差し引いた数。
- 設置学科
  - 建築科
  - 機械工学科（旧機械科）
  - 電気工学科（旧電気科）
  - 総合理化学科（旧工業化学科）
  - 都市環境工学科（旧土木科）
  - デザイン科
  - 情報技術科

### 情報技術科
- 教育目標

コンピュータ・メカトロニクス・ネットワーク技術について基本的な知識を習得し、これらをシステムとして構築できる能力を養うとともにIoT開発に必要な知識を持ち幅広いフィールドで活躍するエンジニアを育成する。
- 教育課程の特色

情報技術科ではハードウェア・ソフトウェアの連携を重視し「活用する力」・「開発する力」・「保守をする力」の育成に努めている。
ネットワークシステムの構築、組み込みシステムのプログラミングやメカトロニクス・メンテナンス（保守）についても学習する。実習・実験等の体験的な学習を通して基礎の定着とスマートフォンのアプリケーション開発等の応用技術の習得を目指す。通信技術や電気基礎等・電子回路等の情報系の科目以外も選択できる。
- 教育内容
  - コンピュータ
    - コンピュータの構造・メンテナンスのための技術、各種サーバ構築
    - 基本情報技術者・ITパスポート・情報技術検定等資格取得のための知識
      - プログラミング技術、ハードウェア技術、ソフトウエア技術
      - コンピュータシステム技術、メンテナンス技術

  - ネットワーク
    - LANの設計・構築のための技術
    - 工事担任者資格取得のための知識
    - コンピュータシステム技術、ハードウェア技術
    - メンテナンス技術、通信技術

  - メカトロニクス
    - 制御機器の回路・システム設計ができる技術
    - 制御のためのプログラミング技術・制御システムの運用
    - システム設計、生産システム技術、電気基礎、電子回路

  - 実習
    - プログラミング（C言語、Visual Basic、Swift-iOSプログラミング、アセンブル、JAVA）
    - CPUの信号測定
    - ロボット制御（２輪走行、４足歩行、遠隔操作、カラーセンサ）
    - 自動制御・シーケンス（プログラマブルコントローラ）
    - CPLD・CAD
    - 組み込みマイコン（PIC・Arduino・R8マイコン)
    - レーザー加工
    - ３Dプリンタ

  - 課題研究 2022年度 
    - スピーカー製作
      - アクリル板と木板の比較
      - バックロードホン型スピーカー製作
      - ダブルバスレフ型スピーカー製作

    - ３Ｄプリンターで作品を製作
    - ドローン
    - ストップモーション
    - ３Ｄホログラム
    - ３Ⅾホログラム　BLENDER
    - チャットボット制作
    - Unity2Dゲーム制作
    - 水耕栽培装置の製作
    - 映像制作
      - アニメーション
      - イラストアニメーション
      - ホームページ作成（学科紹介）
      - ホームページ作成(クイズ)
      - キャラクターやエフェクト
      - 文字入れPV
      - ゲーム動画文字PV制作

    - 動画編集フリーソフトAviutlを使用したMVの制作
    - ＤＴＭ作曲
    - レーザー加工
    - PC 製作と、ノートPCとの比較
    - モーションキャプチャー

## 校訓
建学の精神
1. 誠実勤勉であれ
2. 根性の持ち主であれ
3. つねに明朗闊達であれ

## 校歌
- 作詞: 富田砕花
- 作曲: 山田耕筰

## 部活動
- 伝統校ということで、各部いろいろな実績がある。

昭和時代に、軟式野球部や総合演劇部（現：映画演劇部）が、平成年度当初に、バレーボール部、ボクシング部が全国大会に出場したことがある。最近では空手道部に全国大会の出場実績がある。
建築科は建築設計競技において全国の強豪校である。

## 著名な出身者
- 永田耕衣（俳人）
- 伊丹三樹彦（俳人）
- 佐々木マキ（漫画家・絵本作家・イラストレーター）
- 吉川元浩（競艇選手）
- 桝重正（元プロ野球選手）
- 山下登（元プロ野球選手）
- 島田幸雄（元プロ野球選手）
- 新山彰忠（元プロ野球選手）
- 亀川修一（元競輪選手）
- 伊藤鐘史（ラグビー日本代表選手）